# Andrés Baiz
Andrés Baiz Ochoa (Cali, 2 novembre 1975) è un regista colombiano.

## Carriera
Come regista, il suo primo lungometraggio è stato Satanás (2007), che ha vinto il premio per il miglior film e miglior attore al Festival di Monte Carlo ed è stato invitato a partecipare al Festival internazionale del cinema di San Sebastián; è stato scelto per rappresentare la Colombia come candidato a miglior film straniero ai Premi Oscar 2008, senza riuscire a rientrare tra le nomination. Il suo cortometraggio The Bonfire è stato selezionato per partecipare alla 60ª edizione del Festival di Cannes.
Nel 2011 esce nelle sale italiane il suo film La verità nascosta (La cara oculta).
Ha diretto numerosi episodi delle prime due stagioni della serie televisiva Narcos e ulteriori episodi della serie Narcos: Messico, prodotte da Netflix.

## Filmografia

### Cinema
- Payaso Hijueputa - cortometraggio (2000)
- Penumbra, co-regia di Gwynne McElveen (2006)
- Satanás (2007)
- Hoguera - cortometraggio (2007)
- Passing By - cortometraggio (2008)
- La verità nascosta (La cara oculta) (2011)
- Roa (2013)
- Pimpinero - Morte e contrabbando (Pimpinero: Sangre y Gasolina)

### Televisione
- El cartel – serie TV, 1 episodio (2010)
- Infiltrados – serie TV, 1 episodio (2011)
- Metástasis – serie TV, 8 episodi (2014)
- Narcos – serie TV, 12 episodi (2015-2017)
- Narcos: Messico – serie TV, 10 episodi (2018-2021)